# Gastón Mallet
Gastón Mallet (Mennecy, 15 luglio 1875 – 3 marzo 1964) è stato un architetto francese naturalizzato argentino.
Esponente dell'accademicismo francese, lavorò in Sudamerica, soprattutto in Argentina.

## Biografia
Mallet nacque nel 1875, pochi anni dopo la sconfitta della Francia nella battaglia di Sedan. A causa della particolare e turbolenta situazione politica della Francia di quel tempo egli, assieme ai suoi due fratelli e tre sorelle, fu cresciuto in campagna dai nonni paterni, Louis Alcindor Mallet e Virginée Pateuf. A quattordici anni andò a vivere a Parigi con i suoi genitori, Louis Alcindor Mallet ed Eugénie Quertier, per poter proseguire i suoi studi. Entrò dunque nello studio di un architetto, probabilmente quello di Gaston Dezermaux, completando così la sua formazione.
Emigrò dunque in Argentina, dove progettò diversi edifici, pubblici e privati.
Collaborò spesso con Jacques Dunant.

## Opere
- Sede del Centro Navale, Buenos Aires (1914)
- Villa Normandy, Mar del Plata (1919)
- Hotel Carrasco, Montevideo (1921)